# Distretto di Hongshan (Chifeng)
Il distretto di Hongshan (红山区S, Hóngshān QūP) è un distretto della Cina, appartenente alla regione autonoma della Mongolia Interna e amministrato dalla prefettura di Chifeng.